# Frank Darío Kudelka
Frank Darío Kudelka (* 12. května 1961, Freyre, Argentina) je fotbalový trenér českého původu (jeho dědeček František Kudelka emigroval z Československa). V současné době vede slavný argentinský klub CA Newell's Old Boys.
V sezóně 2017/18 byl vyhlášen nejlepším trenérem argentinské ligy

## Úspěchy
- 1× vítěz Copa Argentina (2014)